# Sevillana

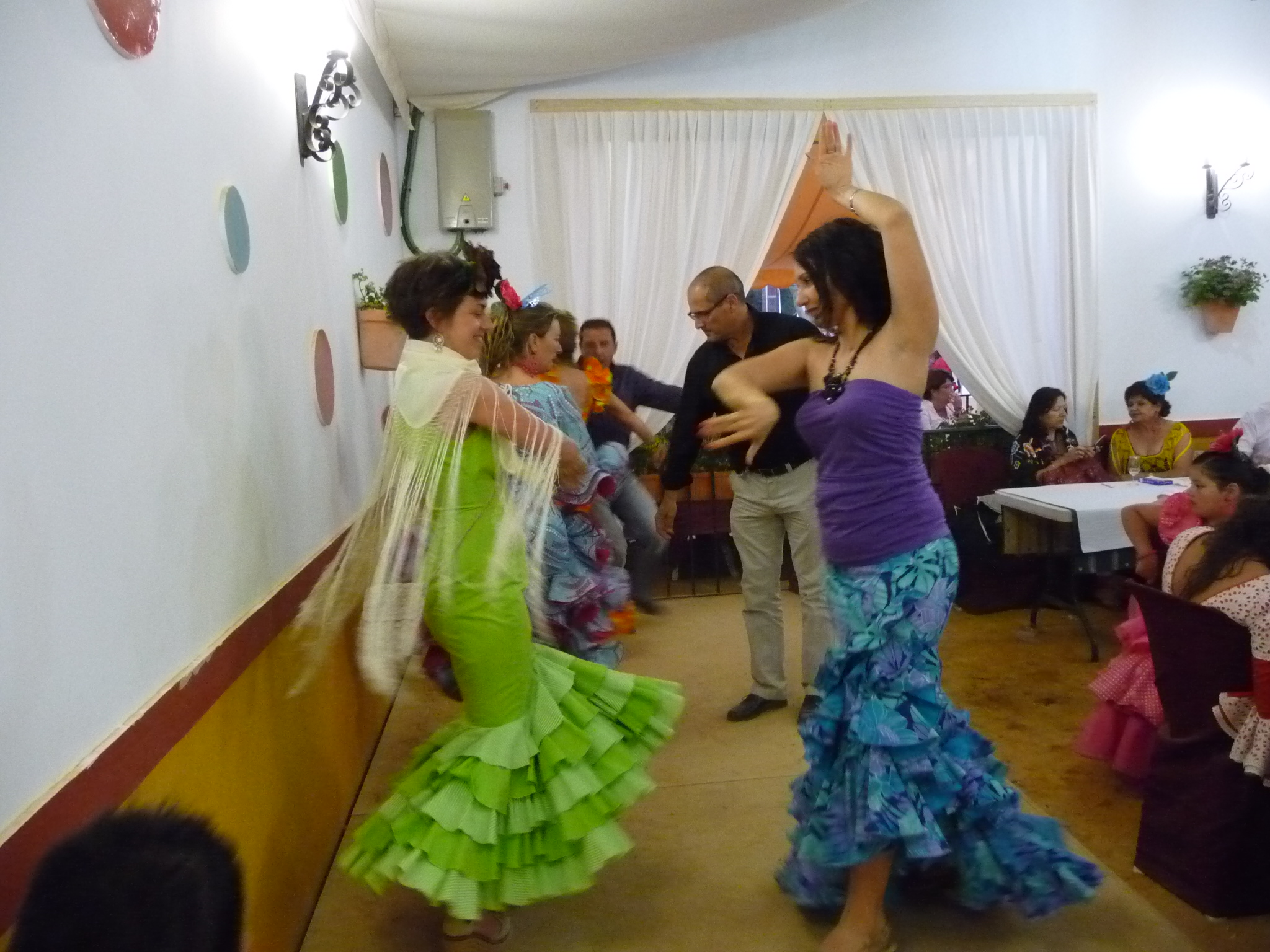
Ballerine di sevillana

La sevillana è una danza tipica della città di Siviglia, composta da ritmo ternario, con rapide successioni spesso accompagnate dalle castañuelas.
La sevillana musicalmente è vicina al fandango con tempo ternario, il quale tuttavia differisce per l'accentuazione. Il canto segue una struttura rigida di quattro blocchi, ognuno dei quali presenta strofe sia peculiari che comuni. La sevillana a tutt'oggi è divenuta un genere che fa parte del flamenco, anche se di origine popolare differente e successivamente "aflamencada".
Nella città di Siviglia è una danza popolare e viene ballata in occasione di feste come la Feria de Abril.